# Липинская, Бланка
Бланка Липинская (пол. Blanka Lipińska, род. 22 июля 1985, Пулавы, Люблинское воеводство) — польская писательница, менеджер, визажист, сценарист, телеведущая и эпизодическая актриса, известная прежде всего как автор романа «365 дней», переведённого более чем на 20 языков мира и изданный более чем в 30 странах.

## Биография
Бланка Липинская родилась 22 июля 1985 года в Пулавах.
После окончания средней школы отучилась на визажиста. В 2007 году переехала в Варшаву, где работала менеджером в гостиничной индустрии. В 2012 присоединилась к Федерации KSW, где занималась набором и обучением т. н. «Ring girls». С 2015 по 2016 год работала менеджером в ночных клубах Сопота. В 2016 году Липинская переехала в Познань, а через год в Эль-Гуну (Египет). В 2018 году она вернулась в Польшу и поселилась в Варшаве. В 2019 году Липинская покинула Федерацию KSW.
Весной 2019 года печаталась в журнале «СКМ». В 2020 была ведущей реалити-шоу «Only One» на канале Polsat.
С 2021 года работала над экранизациями своих книг: участвовала в актёрском отборе, была соавтором сценария и сыграла одну из эпизодических ролей.

## Литературная карьера
В 2014 году Бланка Липинская написала роман «365 дней» (пол. 365 dni). По словам Липинской, на написание книги её вдохновила поездка на Сицилию и роман «50 оттенков серого». После положительных отзывов друзей и знакомых, Липинская решилась на публикацию книги. Книга была издана в 2018 году. В ноябре того же года вышло продолжение — роман «Этот день». Книги вызвали неоднозначную реакцию в обществе из-за описания откровенных сцен. В мае 2019 вышел третий роман Липинской «Другие 365 дней». В том же году Липинская заявила о намерении экранизировать свои книги.
В 2020 году её трилогия заняла первые три места в списке самых продаваемых книг в Польше. На рубеже 2020 и 2021 годов романы Липинской стали издаваться за пределами Польши, они были переведены более чем на 20 языков и изданы более чем в 30 странах. По данным её издательства, к апрелю 2022 года было продано более 2 миллионов экземпляров книг.

## Отзывы и критика
Романы Липинской часто обвиняют в излишне грубом языке написания, описании откровенных сексуальных сцен, а также в популяризации и романтизации сексуального насилия. Оправдываясь, Липинская заявила, что прежде всего является не профессиональным писателем, а именно автором и осознает недостаток мастерства в своем творчестве.
Фильм «365 дней», снятый по первой книге Липинской, также подвергся критике. Так, к примеру, уэльская певица Даффи и британская студенческая организация Pro Empower осудили фильм за пропаганду насилия и стали добиваться удаления фильма с Нетфликса. Французская феминистская организация Collectif Soeurcières подала онлайн-петицию с призывом исключить фильм из приложения веб-сайта. По состоянию на 2020 год на сайте Change.org петиция набрала 40 000 голосов.
В 2021 году фильм получил кинопремию «Золотая малина» в категории «худший сценарий», став первым польским фильмом, получившим награду в этой категории.

## Личная жизнь
Родителей Бланки Липинской зовут Гжегож и Малгожата. У неё также есть младший брат Якуб.
В 2019 году, по оценке журнала «Wprost», она была вторым самым высокооплачиваемым писателем Польши.
Трижды была помолвлена. До 2019 её партнёром был Мацей Бузала. С 2020 по 2021 состояла в отношениях с польским рок-музыкантом Александром Мильвив-Бароном. С 2021 её партнером стал Павел Барыла.
Бланка Липинская прошла несколько пластических операций по удалению жировых мешочков на щеках, волюметрии лица, увеличения губ и груди. Кроме того имеет множество татуировок по всему телу.
Увлекается кайтсёрфингом, кулинарией и гипнозом.